# Scorrano
Scorrano (Scurrànu in dialetto salentino) è un comune italiano di 6 547 abitanti della provincia di Lecce in Puglia.

## Geografia fisica

### Territorio
Il comune di Scorrano, che si estende per 34,86 km² nella parte centro-meridionale della penisola salentina, presenta una morfologia omogenea compresa tra gli 81 e i 116 metri sul livello del mare. Il centro abitato sorge su un modesto rilievo mediamente a 95 m s.l.m. con il picco massimo di 116 m s.l.m. nell’area centro-orientale dell’abitato. Dista 18 km dal mare Adriatico e 26 km dal mare Ionio. Il territorio presenta un sottosuolo costituito da un banco di calcarenite; pietra leccese nella parte nord e carparo in quella sud. La conformazione calcarea del territorio è testimoniata dalla presenza di cavità carsiche, dette vore in gergo. Nel dialetto locale la vora è chiamata “avisu”. Alcune di esse sono particolarmente caratteristiche da essere spesso visitate, quali la Vora della Castagna ad ovest e la Vora del Genio Civile a sud del centro abitato. Il territorio sud-occidentale del Comune ricade nel Parco dei Paduli, un'area rurale caratterizzata da un paesaggio dominato prevalentemente da estesi e maestosi uliveti, nella quale sopravvivono tra le più importanti tracce dell’antico bosco Belvedere, esistente già in epoca romana. È il caso di alcuni boschi a circa 2 chilometri dal centro cittadino in direzione sud-ovest, i quali mantengono tuttora i fasti di quella che fu una vasta area boschiva nel cuore del Salento, con la presenza di numerosi esemplari di querce secolari che si stagliano nella tipica fitta vegetazione da sottobosco. Tra i principali boschi si annoverano: Bosco della Pecorara (sito di importanza comunitaria nonché il più vasto residuo dell’antica area boschiva Belvedere); Bosco Gianpaolo; Bosco Fanò; Bosco Lucagiovanni; Bosco Signora. All’ingresso nord del centro abitato vi è Bosco Don Achille. Non è dunque un caso che nello stemma araldico del Comune appaiano in primo piano 3 grandi querce sorvolate da un’aquila, a testimonianza delle numerose aree boschive che circondavano e circondano il centro abitato, nonché della discendenza romana, epoca in cui fu fondato il primo vero nucleo abitativo organizzato come un castrum.
Confina a nord con il comune di Maglie, a est con i comuni di Muro Leccese e Sanarica, a sud con i comuni di Botrugno e Supersano, a ovest con il comune di Cutrofiano.
- Classificazione sismica: zona 4 (sismicità molto bassa), Ordinanza PCM n. 3274 del 20/03/2003

### Clima
Dal punto di vista meteorologico Scorrano rientra nel territorio del basso Salento che presenta un clima prettamente mediterraneo, con inverni miti ed estati caldo-umide. In base alle medie di riferimento, la temperatura media del mese più freddo, gennaio, si attesta attorno ai +7,7 °C, mentre quella del mese più caldo, agosto, si aggira sui +38,9 °C. Le precipitazioni medie annue, che si aggirano intorno ai 676 mm, presentano un minimo in primavera-estate ed un picco in autunno-inverno.
Facendo riferimento alla ventosità, i comuni del basso Salento risentono debolmente delle correnti occidentali grazie alla protezione determinata dalle serre salentine che creano un sistema a scudo. Al contrario le correnti autunnali e invernali da Sud-Est, favoriscono in parte l'incremento delle precipitazioni, in questo periodo, rispetto al resto della penisola.
| Scorrano                   | Mesi | Mesi | Mesi | Mesi | Mesi | Mesi | Mesi | Mesi | Mesi | Mesi | Mesi | Mesi | Stagioni | Stagioni | Stagioni | Stagioni | Anno |
| Scorrano                   | Gen  | Feb  | Mar  | Apr  | Mag  | Giu  | Lug  | Ago  | Set  | Ott  | Nov  | Dic  | Inv      | Pri      | Est      | Aut      | Anno |
| -------------------------- | ---- | ---- | ---- | ---- | ---- | ---- | ---- | ---- | ---- | ---- | ---- | ---- | -------- | -------- | -------- | -------- | ---- |
| T. max. media (°C)         | 13,5 | 16,5 | 20,7 | 25,9 | 32,8 | 42,9 | 44,8 | 45,1 | 43,9 | 32,7 | 23,1 | 14,0 | 14,7     | 26,5     | 44,3     | 33,2     | 29,7 |
| T. min. media (°C)         | 2,0  | 6,3  | 13,8 | 20,9 | 25,8 | 28,7 | 31,1 | 32,3 | 29,1 | 14,8 | 5,2  | 1,9  | 3,4      | 20,2     | 30,7     | 16,4     | 17,7 |
| Precipitazioni (mm)        | 80   | 60   | 70   | 40   | 29   | 21   | 14   | 21   | 53   | 96   | 109  | 83   | 223      | 139      | 56       | 258      | 676  |
| Umidità relativa media (%) | 79,0 | 78,9 | 78,6 | 77,8 | 75,7 | 71,1 | 68,4 | 70,2 | 75,4 | 79,3 | 80,8 | 80,4 | 79,4     | 77,4     | 69,9     | 78,5     | 76,3 |

- Classificazione climatica di Scorrano:[6]
  - Zona climatica: C
  - Gradi giorno: 1230

## Origini del nome
Secondo la tradizione orale, l'origine del nome si deve al console romano Marco Emilio Scauro che fondò Scorrano dopo la conquista romana del Salento. Tale affermazione sembra tuttavia improbabile se si pensa che questo territorio è stato occupato dai romani un secolo prima della sua nascita. È ipotizzabile invece che l'area in cui sorse Scorrano fosse stata assegnata ad un tale Scurra, (veterano romano), e che da esso abbia tratto il nome; si tratterebbe in questo caso di un prediale (praedium Scurranum) molto diffuso nei toponimi salentini.

## Storia

### Storia pre-romana
Il territorio intorno a Scorrano fu abitato sin dall'antichità, come testimoniano due menhir presenti nelle immediate campagne circostanti. Le più antiche testimonianze della presenza umana sul territorio di Scorrano risalgono all'epoca preistorica quando la penisola salentina fu attraversata da popoli cacciatori e raccoglitori prima e da comunità stanziali di agricoltori dopo. Si tratta di punte di frecce, ossidiane, bulini ed altri manufatti erratici, realizzati in selce ed in calcare rinvenuti sulla serra e sulle sue propaggini, che appartengono alle diverse facies delle culture presenti nell'area salentina e che sono state documentate dai materiali depositati nel Museo Paleontologico di Maglie. A Scorrano la civiltà messapica ha lasciato tracce significative in località Lucagiovanni (due epigrafi di presumibile rilevanza votiva, un frammento di trabeazione di tempio con triglifi e metope lisce) recentemente recuperate dal luogo di rinvenimento e conservate per essere studiate dall'Università del Salento. Il sito sul quale si è sviluppato il centro abitato, non presenta testimonianze archeologiche particolarmente antiche, ciò potrebbe essere ricondotto a fattori di ordine diverso: insediativi (abitazioni sparse nel territorio), cronologici (la parte più significativa dell'agglomerato abitativo potrebbe essere stata inclusa all'interno della cinta muraria soltanto in epoca medievale) e naturali (un elemento peculiare del territorio scorranese, che lo ha caratterizzato fino alla metà dell'Ottocento, è stato la presenza del Bosco di Belvedere, un'estesa zona verde costituita da querce e macchia mediterranea che si estendeva nella zona centrale del basso Salento, da Tricase a Scorrano, per poi prendere, più a nord, la denominazione di Foresta di Cutrofiano. Questo bosco, che compare simbolicamente anche negli stemmi civici di alcuni paesi che lo perimetravano (Miggiano, Nociglia, Ruffano, Scorrano, Specchia, Supersano), ha rappresentato una risorsa economica molto rilevante per gli Scorranesi. Al feudo di Scorrano, infatti, apparteneva la porzione più estesa del bosco che si espandeva fino alle pendici della serra condizionandone in qualche misura, per l'evo più antico, il popolamento. La permanenza e l'integrità del bosco e l'espansione del popolamento, di volta in volta, sono stati fenomeni contrastanti che hanno condizionato le dinamiche di evoluzione della superficie territoriale e di sviluppo dell'insediamento antropico. 

### Storia romana e bizantina
Tradizionalmente si fa risalire la nascita del primo nucleo abitativo all'epoca romana durante la fase repubblicana quando il senato distribuisce ai veterani le terre conquistate dalle legioni. È ipotizzabile che, durante questa fase storica, l'agglomerato insediativo sia sorto come villa rustica, appartenente, probabilmente, ad un tale Scurra — praedium Scurranum — cognome, peraltro, non raro nell'Italia meridionale. Dominata dai romani fino alla caduta dell'Impero romano d'Occidente, l'area fu poi occupata dai bizantini. Con la dominazione di questi ultimi il centro si estese e raggiunse una maggiore rilevanza che gli consentì di diventare un comune fiscale (Korìon) controllando i più piccoli agglomerati abitativi vicini. Sono stati ritrovati manufatti risalenti a questo periodo, in particolare, degli invasi tombali in pietra leccese risalenti al VI secolo d.C.  La presenza di questi manufatti in un territorio molto esteso farebbe pensare ad un sistema insediativo aperto, forse costituito da nuclei abitativi collegati e sparsi lungo il fianco occidentale della collina che troverebbe conferma nella presenza di sepolture similari rinvenute, fuori dalla cinta urbana, stavolta unite con strutture per la conservazione di derrate alimentari piuttosto complesse e scavate nella roccia. Il nucleo, urbanisticamente più consistente, potrebbe essersi maggiormente sviluppato in prossimità della confluenza dei percorsi viari più frequentati mantenendo l'originario nome romano. 

### XI secolo - XVIII secolo
In epoca normanna, con Tancredi d'Altavilla, fece parte del Contado di Lecce e successivamente della Contea di Alessano. Diversi furono i feudatari che si succedettero nel corso dei secoli. Nell'ambito della riorganizzazione territoriale operata dai Normanni che presidiano il Salento, vennero favorite fortificazioni ubicate sulle alture per meglio controllare i feudi e modificando l'assetto di alcuni insediamenti preesistenti, potrebbe essere sorto il centro urbano di Scorrano con la funzione di controllo delle vie di comunicazione che collegavano le zone costiere intorno a Leuca con Lecce e il nord della Puglia ed il porto di Otranto con quello di Gallipoli fino a quello di Taranto. Questa posizione strategica ricoperta al centro del basso Salento segnerà, per tutto il medioevo, la fortuna di Scorrano che godrà di privilegi riconosciutigli da tutte le dinastie regnanti fino al tempo di Carlo V. Nel 1291 Scorrano venne assegnato a Pietro de Noha da Carlo d'Angiò dopo che Angelo e Pietro, baroni svevi (rispettivamente padre e figlio), furono impiccati con altri nobili salentini nel castello di Gallipoli nel 1268 perché fedeli agli Svevi, sconfitti dagli angioini nella battaglia di Benevento (1266). Passò poi nel 1319 agli Orsini Del Balzo e da questi a re Ladislao che nei primi anni del XV secolo lo vendette a Buzio de' Tolomei; da questi passa al figlio Salvatore. Nel 1480, durante la fase cruciale dell'occupazione di Otranto da parte dei Turchi di Maometto II capeggiati da Ahmet Pascià,poiché Otranto rimaneva saldamente in mano all'esercito turco, monsignor Francesco de Arenis, l'arcivescovo portoghese di Brindisi e governatore aragonese di Terra d'Otranto, si acquartierò a Scorrano con l'intento di spiare da lontano le mosse dei nemici e tentare una qualche possibile sortita. Si verificò un attacco ottomano e Scorrano subì il bombardamento ed il saccheggio con molti lutti e rovine; mancavano, infatti, molti dei suoi difensori che erano gìà caduti, in numero di trecento, sotto le mura di Otranto, inoltre non vi erano difese adatte a contrastare i nuovi cannoni messi in campo dagli ottomani (le palle di cannone sono oggi note con il nome di 'nzalicu e decorano oggi le facciate di Palazzo Veris a Scorrano). Il XVI secolo, a Scorrano, è un secolo di cambiamenti; si conclude la tenace e radicata fase del rito greco in favore di quella del rito latino. All'inizio del secolo, ad eccezione del Convento di San Francesco d'Assisi, tutte le chiese sono di rito bizantino e la loro dotazione libraria comprende solo testi greci. Nel XVI secolo entrò sotto il dominio dei Gonzaga di Mantova, in quanto principi di Molfetta, che lo cedettero, insieme con la contea di Alessano, ad Ettore Brajda nel 1589. Il dominio spagnolo e la scoperta delle Americhe spostarono l'asse economica dal Mediterraneo all'Atlantico, il meridione (assoggettato al dominio spagnolo) ne risentirà gravemente e Scorrano perse a questo punto la sua centralità nella Terra d'Otranto. In ambito civile l'architettura manterrà i palazzi e le dimore tardo medievali e rinascimentali; il barocco, oltretutto, risultava fondamentalmente estraneo ai sentimenti più profondi del carattere scorranese. Rimaneva certamente l'abitudine alle parazioni (documentate già nel 1549) e ai fuochi artificiali; ma si trattava di sfoggio di prestigio di fronte agli occhi degli stranieri. Il rinnovamento del culto per la protettrice, probabilmente in declino, riceve una definitiva spinta col mutamento del nome greco (Ciriaca) in quello latino (Domenica). Soltanto allora la cultura del barocco prenderà piede tra gli Scorranesi ma si esprimerà, soprattutto, negli apparati effimeri e nello sfarzo dei festeggiamenti patronali nello sforzo di dimostrare a sé stessi e agli altri che Scorrano non rinunciava alla coscienza di un passato rilevante. Passò sotto il controllo dei Maramonte, dei Trani, dei Milazzi e, il 18 agosto 1686, venne acquistato dalla famiglia Frisari che lo terrà (dal 1725 col titolo ducale) fino all'eversione della feudalità (1806).

### XIX secolo - XX secolo
Alla fine del XVIII secolo le truppe napoleoniche giunsero in Salento e di conseguenza anche a Scorrano, che tentò, grazie alla spinta del liberalismo napoleonico, di liberarsi dell'ancien regime e di quelle istituzioni che ormai spezzavano le ali a tutto il meridione. La sconfitta di Napoleone però non permise questi cambiamenti e il Restaurazionismo riportò tutto alla situazione prebellica. Con la fine delle guerre napoleoniche, Scorrano sarà parte del Regno delle Due Sicilie fino al 1861, anno in cui fu costituito il Regno d'Italia. Con l'arrivo del fascismo, furono anche a Scorrano documentati casi di oppressione politica e si tentò addirittura di cambiare lo stemma del paese. Alla fine della seconda guerra mondiale, inizierà un periodo di emigrazione che durò per tutto il XX secolo.

### Simboli
Descrizione dell'emblema comunale:
Significato letterale: le tre querce in primo piano, sorvolate da un'aquila, ricordano le numerose aree boschive situate attorno al centro cittadino, soprattutto in epoca passata. Tali aree boschive erano caratterizzate principalmente dalla presenza di querce, spesso secolari, e fauna selvaggia, simboleggiata per l'appunto dall’aquila in volo.
Significato allegorico: la quercia simboleggia la robustezza e la longevità, si tratta infatti di alberi spesso secolari, quali molti esemplari presenti nei boschi attorno a Scorrano stesso. Le tre querce sono dunque un augurio alla longevità del centro ed alla sua capacità di durare invitto nei secoli. 
L'aquila che vola ad ali spiegate su di esse, simboleggia la forza e il coraggio. Essa è un chiaro riferimento all'origine Romana di Scorrano, fondata presumibilmente da un reduce di guerra a cui era spettato il feudo in questione come ricompensa per i servizi prestati a Roma. Secondo la tradizione orale, la città è stata fondata dal console romano Marco Emilio Scauro. Ad ogni modo, quest’origine gloriosa è stata sempre tramandata con orgoglio e non sorprende dunque che un’aquila campeggi nello stemma a ricordo da cosa tutto ebbe inizio. 
Forza e coraggio sono peculiarità che, nel corso della loro storia, gli scorranesi hanno spesso dimostrato.
Il gonfalone è costituito da un drappo di giallo.

## Monumenti e luoghi d'interesse

### Architetture religiose

#### Chiesa Madre di Santa Domenica

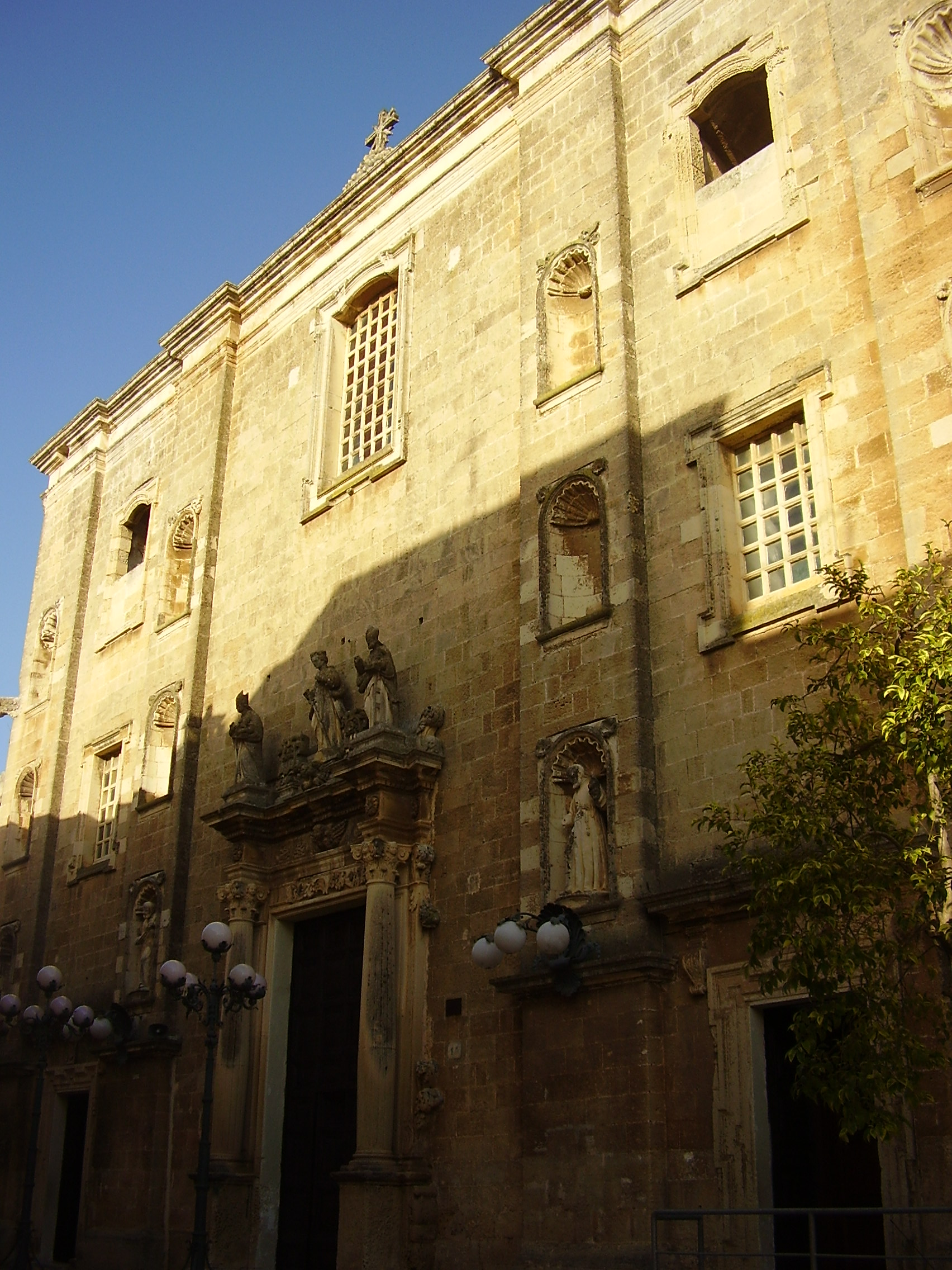
Chiesa madre di Santa Domenica

La chiesa madre di Santa Domenica, sede della parrocchia della Trasfigurazione del Signore, è costituita da due parti cronologicamente diverse: una del XVI e un'altra del XVII secolo. Presenta una facciata in conci di carparo a vista, scandita da quattro paraste e caratterizzata da un portale principale con l'architrave dominato dalla statua di Santa Domenica affiancata da San Nicola e San Gennaro.
L'edificio ha un impianto basilicale a croce latina ed è in stile barocco. Al suo interno accoglie dieci altari, oltre quello maggiore realizzato in marmi policromi nel 1794, dedicati a San Nicola di Myra, a San Giovanni Battista (o di San Giovannino, detto anche di San Giuseppe), al Sacro Cuore di Gesù (già dell'Immacolata Concezione), alla Madonna di Costantinopoli (1705c.), a Santa Domenica (1628), al Sacramento (1620), alla Natività di San Giovanni Battista (o della Madonna del Buon Consiglio) (1627), alla Madonna del Rosario (rimaneggiato nel 1954), alla Madonna del Carmine (1688) e alla Madonna della Neve.
Di particolare interesse artistico è una tavola del salernitano Vincenzo De Rogata raffigurante la Madonna tra San Matteo e San Marco, datata 1498.

#### Chiesa della Purificazione della Beata Vergine Maria
La chiesa della Purificazione della Beata Vergine Maria, sede dell'omonima Confraternita, sorge affiancata al lato settentrionale della chiesa matrice. Fu edificata nei primissimi anni del XVIII secolo per ottemperare alle esigenze della congregazione sorta tra il 1675 e il 1681.
La semplice facciata, fortemente manomessa negli anni trenta del Novecento, si configura con un piccolo portale sormontato dallo stemma della confraternita raffigurante il monogramma di Maria (le lettere M e A intrecciate). L'interno, ad aula unica, presenta le pareti vivacizzate da stucchi e da due registri di tele ivi incastonate. Si tratta di quattro tele ovali, più grandi, e altrettante mistilinee, più piccole, raffiguranti scene della vita della Vergine: sulla parete sinistra, in basso, l'Immacolata Concezione e l'Annunciazione, in alto, la Madonna del Rosario e la Presentazione di Maria al Tempio; sulla parete destra, in basso, l'Assunzione e la Visitazione di Maria a Sant'Elisabetta, in alto, lo Sposalizio della Vergine e la Natività di Maria. L'altare, dedicato alla Purificazione di Maria, fu realizzato in pietra leccese policromata nel 1704. Possiede una pala raffigurante la Presentazione di Gesù al Tempio e una tela sul fastigio raffigurante Sant'Anna, la Madonna e Gesù Bambino.

#### Chiesa di Santa Maria degli Angeli

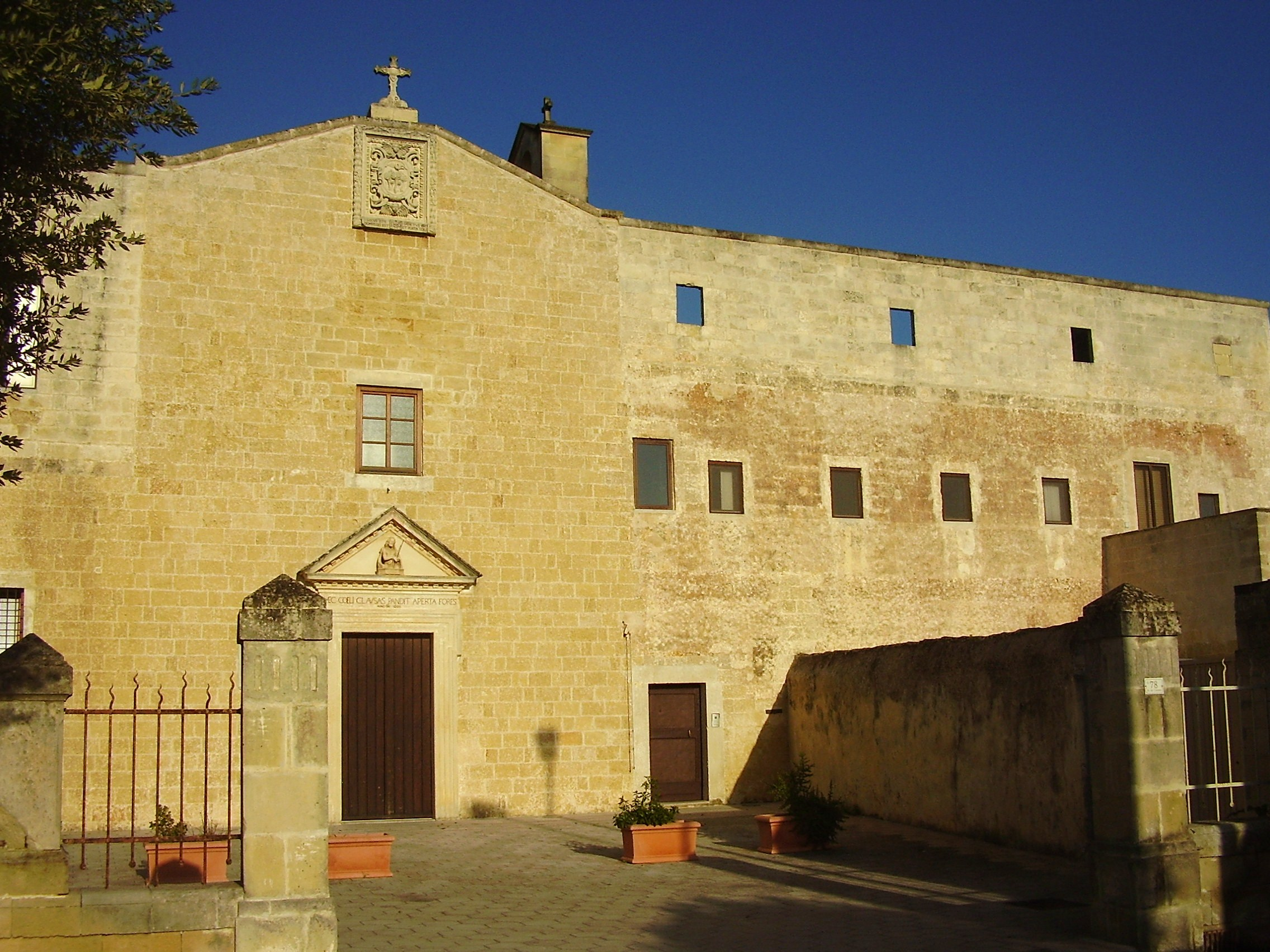
Chiesa di Santa Maria degli Angeli

La chiesa di Santa Maria degli Angeli, parte del complesso conventuale dell'ordine dei Cappuccini, fu edificata tra il XVI e il XVII per volere dell'Universitas di Scorrano e di alcuni nobili Scorranesi. La progettazione fu affidata ad un noto architetto salentino, Evangelio Profilo di Copertino come si evince chiaramente da un'epigrafe posta su una volta della chiesa.
La struttura, con pianta a doppia navata, risponde ai dettami dell'architettura cappuccina che prevede una navata principale funzionale al servizio del culto e della liturgia e una seconda, più piccola, atta a ospitare le fastose cappelle laterali. Pesanti interventi di restauro e continui rimaneggiamenti, intercorsi nei secoli, hanno irrimediabilmente compromesso l'aspetto originario dell'edificio sacro, che custodisce tuttavia parte degli altari scolpiti in legno e nella pietra leccese. L'interno conserva un organo settecentesco, l'altare maggiore e due altari laterali dedicati a Sant'Antonio da Padova e a San Francesco d'Assisi.
Il giardino conventuale, adiacente alla chiesa, conserva ancora l'antico romitorio dei cappuccini, dove i frati usavano recarsi per dedicarsi alla meditazione in solitudine e al ritiro spirituale.

#### Chiesa di San Francesco d'Assisi

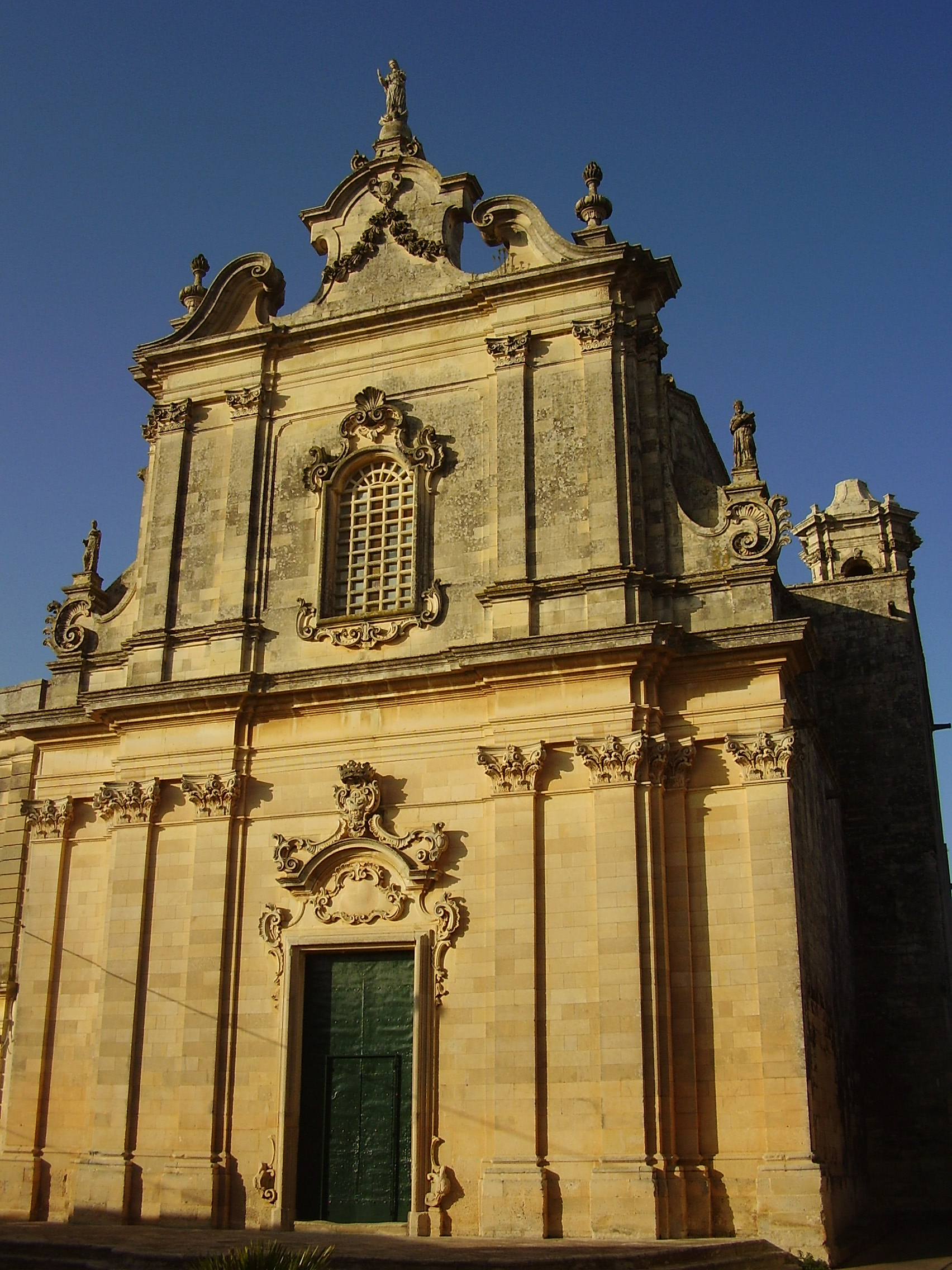
Chiesa di San Francesco d'Assisi

La chiesa di San Francesco d'Assisi, conosciuta come Basilica degli Agostiniani, fa parte del convento fondato dai Frati Minori Conventuali nella metà del XV secolo. Tracce documentarie sono riscontrabili in un elenco di fondazioni conventuali del 1464. Il convento fu soppresso una prima volta nel 1809, per cui i Conventuali furono costretti ad abbandonarlo. Nel 1843 fu affidato ai Padri Agostiniani, come dipendenza del convento di Sogliano Cavour, da qui ne deriva il nome attuale comunemente riconosciuto. Questi vi rimasero fino al 1866 quando vi fu ancora una volta la soppressione degli ordini religiosi e la confisca dei loro beni. Delle redazioni architettoniche susseguitesi, è possibile accertarne l'esistenza di almeno tre; una quattrocentesca, un'altra di inizio Seicento, una terza, infine, tardo settecentesca.
L'attuale fabbrica, edificata dal 1789 al 1801, presenta una facciata divisa in due ordini. L'ordine inferiore è scandito da sei lesene corinzie che fanno da cornice al portale d'ingresso e allo stemma dei Frati Minori. L'ordine superiore, raccordato al primo da due volute con le statue di San Paolo e San Bonaventura, ospita un finestrone centrale e termina con un elaborato frontone sormontato dalla statua dell'Immacolata.
L'interno, a croce latina con breve transetto, è ad unica navata con cappelle laterali e profondo coro. Ha una copertura a vele e cupola che si erge nell'intersezione fra le due braccia della croce. Oltre all'altare maggiore, dedicato al Corpus Domini, la chiesa accoglie gli altari laterali dedicati a Sant'Antonio da Padova, alla Madonna del Rosario, all'Immacolata Concezione, a San Francesco d'Assisi, a San Giuseppe da Copertino e a San Nicola da Tolentino.

#### Chiesa della Madonna della Luce

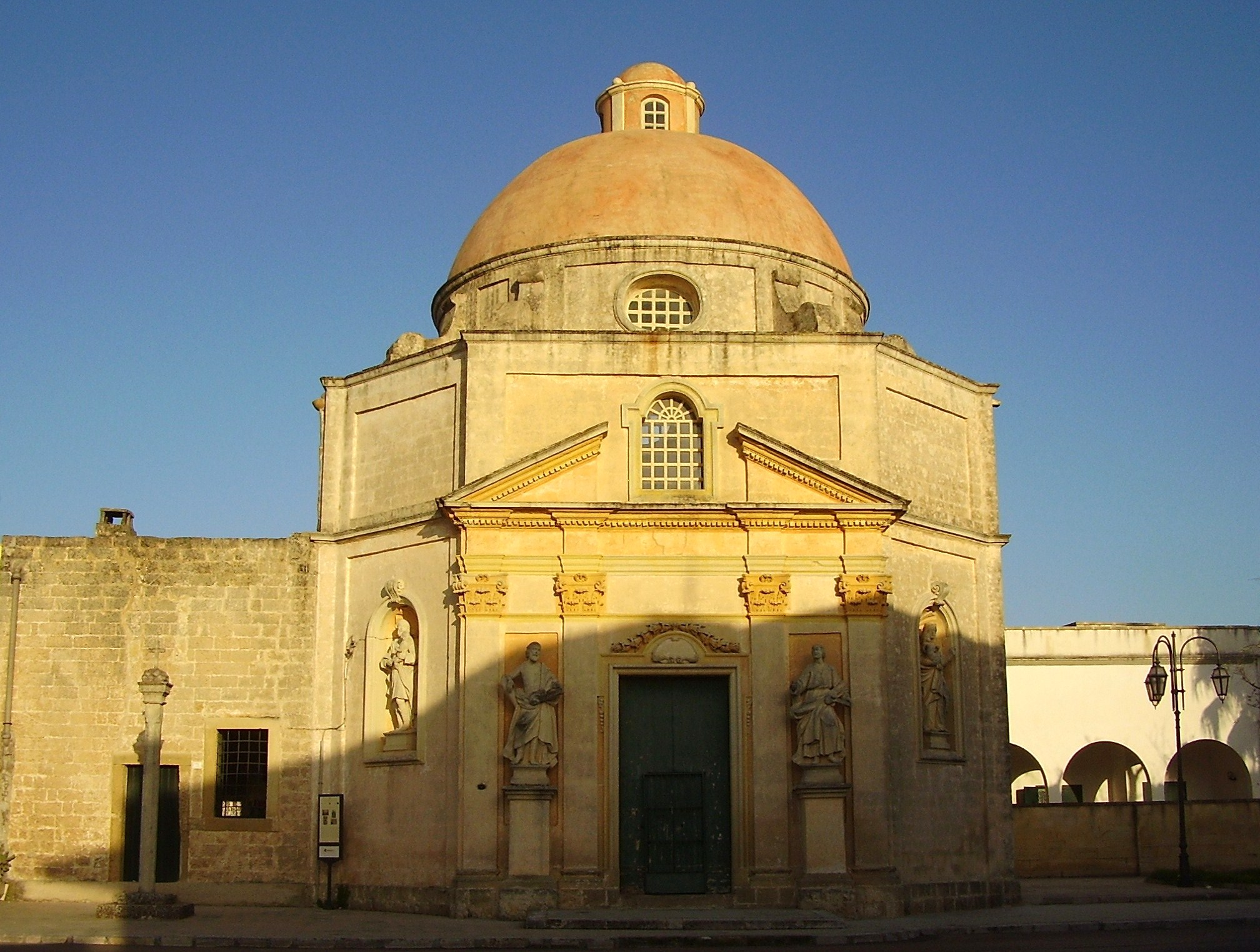
Chiesa della Madonna della Luce

La chiesa della Madonna della Luce venne edificata nel 1735 sui resti di un preesistente edificio sacro. Quest'ultimo fu al centro di un importante insediamento greco-bizantino del quale è rimasta traccia nel sepolcreto rinvenuto nei dintorni.
Realizzata ad aula unica centrale di forma ottagonale e coperta da una cupola con lanternino, richiama, nell'immaginario popolare, un seno femminile. L'accostamento trae spunto dalla venerazione della Madonna della Luce in veste di protettrice delle partorienti. All'esterno la chiesa è decorata con quattro grandi statue raffiguranti Sant'Andrea Apostolo, San Giovanni Evangelista, San Giuseppe col Bambino e la Madonna della Luce. L'interno presenta tre altari in stile barocco, tutti provvisti di tele realizzate da don Giuseppe Andrea Manfredi, committente della chiesa stessa. L'altare centrale, dedicato alla Titolare, conserva un affresco del XV secolo, attualmente coperto da un altorilievo in cartapesta. Quelli laterali sono intitolati a San Michele Arcangelo e a Santa Irene di Tessalonica.
Adiacente alla chiesa è un osanna, collocato originariamente dinanzi alla facciata e un tempo oggetto di un curioso rito: i proprietari di animali prossimi al parto facevano fare tre giri alle bestie intorno al fusto per rimettersi nelle benevoli mani della Madonna della Luce.

#### Chiesa di Santa Lucia
La chiesa di Santa Lucia rappresenta il risultato dell'ampliamento, tra il 1948 e il 1952, di una cappella risalente al 1704 e che a sua volta sorgeva al posto di un edificio preesistente. In stile neoromanico, la chiesa è a pianta centrale a croce commissa inversa, con l'abside quadrangolare con copertura a vele. L'abside presenta un barocco altare maggiore in pietra leccese del XVIII secolo, contenente il busto in cartapesta di Santa Lucia; ai lati dell'altare vi sono le statue dei Santi Medici Cosma e Damiano. Nella chiesa e in sacrestia sono custodite numerose sculture otto-novecentesche in cartapesta provenienti quasi tutte dalla chiesa matrice. La statua di Santa Lucia è opera novecentesca del leccese Antonio Malecore, che sostituisce un'altra andata distrutta.

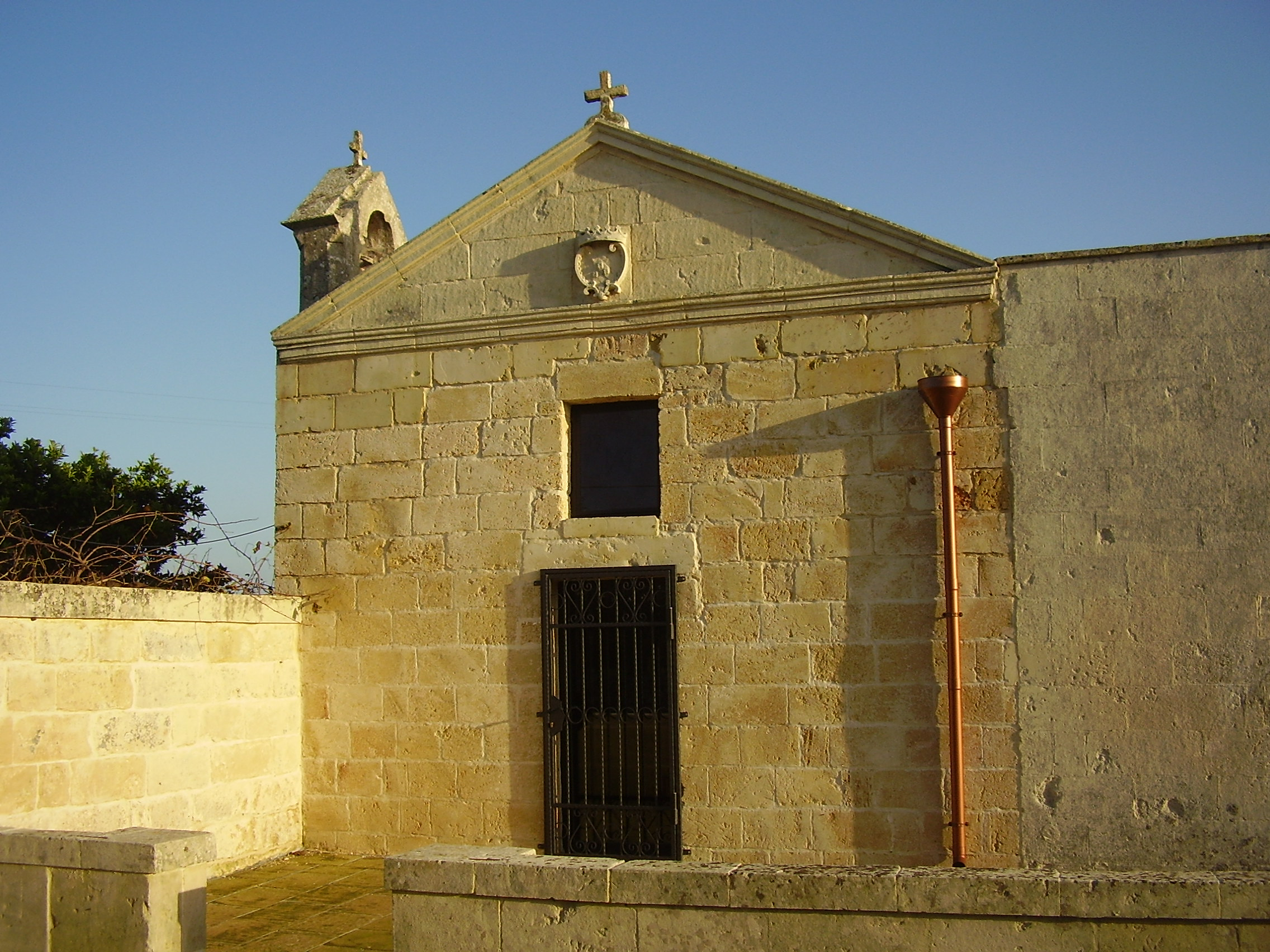
Chiesa della Madonna di Costantinopoli

#### Chiesa della Madonna di Costantinopoli
La chiesa della Madonna di Costantinopoli, edificata nel 1811 per devozione personale del sacerdote don Domenico Melcore, venne successivamente acquistata dalla famiglia ducale dei Frisari. Essa rientra tra quelle che vengono definite “chiese rurali”, edificate in aperta campagna, fuori dal nucleo abitato, per accogliere la devozione dei contadini. L'edificio presenta una semplice facciata con portale e finestra centrali; al centro del timpano campeggia lo stemma araldico della famiglia Frisari. È dotato di un piccolo campanile a vela.
L'interno, ad aula unica voltata a botte, ospita un unico altare, dipinto in finto marmo, collocato di fronte all'ingresso. Sopra l'altare vi è un dipinto murale del 1844 raffigurante la Madonna di Costantinopoli tra San Vincenzo Ferrer e Santa Teresa d'Avila.

#### Altre chiese
- Cappella di San Rocco – (1540c.) Di proprietà privata, è chiusa al culto.
- Chiesa di Santa Maria di Specchiulla – (XVII secolo) Abbandonata e murata, è situata nell'omonima contrada.
- Ex Chiesa della Madonna del Carmine – (XVIII secolo)
- Ex Chiesa di San Carlo – (1611)
- Ex Chiesa di San Gaetano – (XVIII secolo)
- Ex Chiesa di San Giovanni Evangelista – (1864)
- Ex Chiesa di San Giuseppe – (1702)
- Ex Chiesa di San Lorenzo – (XVII secolo)

### Architetture civili

#### Palazzo Ducale Frisari

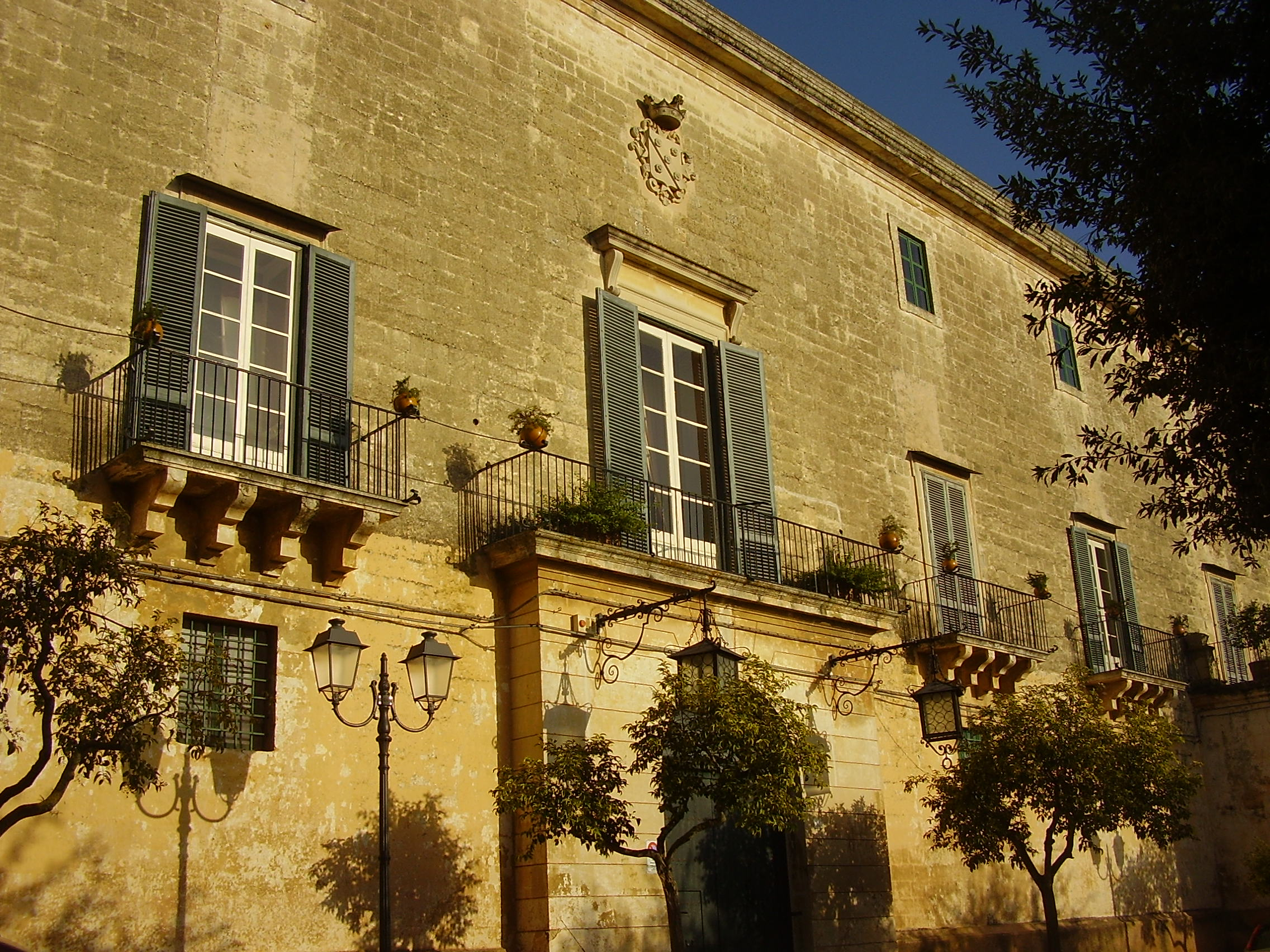
Palazzo Frisari

L'aspetto attuale del Palazzo Ducale Frisari risale ai primi decenni del Settecento esso fu edificato sul sito del preesistente castello di epoca Aragonese e modificato nei secoli dalle famiglie feudatarie che lo possedettero. Alla fine del XIX secolo,il palazzo passò alla famiglia del Duca Guarini di Poggiardo che lo possiede e lo abita tuttora per via del matrimonio tra Donna Teresa primogenita ed ultima erede del Duca Frisari e Don Carlo Guarini Duca di Poggiardo nel 1894 .
Il prospetto settecentesco presenta evidenti rimaneggiamenti neoclassici di fine Ottocento e si caratterizza per l'ampio portone d'ingresso sovrastato da una balconata e per lo stemma dei duchi Frisari. Il palazzo, con pianta quadrangolare, si sviluppa attorno ad una corte interna dove si affacciano al piano terra i locali che ospitavano i magazzini, le scuderia, e nel seminterrato voltato a botte un frantoio ed una cantina. Dall'androne di ingresso attraverso uno scalone monumentale, sormontato dallo stemma Guarini, si accede ai piani superiori occupati dagli ambienti di rappresentanza e di residenza.
Annessa al palazzo è la cappella gentilizia dedicata a Santa Barbara collegata direttamente al piano nobile. Ad aula unica, la cappella è arricchita da un altare in pietra leccese.

#### Altri palazzi
- Palazzo Veris – (XVII secolo)
- Palazzo De Luca – (XVII secolo)
- Palazzo Monosi – (XVII secolo)
- Palazzo Presicce – (XVIII secolo)
- Palazzo Siciliano – (XVIII secolo)
- Palazzo De Lucretiis – (XVII secolo)
- Casa Papadia – (XVI secolo)
- Casa Torre – (inizi XVII secolo)

#### Sedile
Sede dell'antico Municipio, fu edificato nel XV secolo. Attualmente è una proprietà privata e presenta una facciata della seconda metà del XIX secolo. Gli unici elementi dell'antica struttura sono uno stemma civico del paese e un'epigrafe latina del XVII secolo.

#### Torre dell'Orologio
La Torre dell'Orologio, a tre ordini, venne costruita nel 1819. Nel primo ordine è inserito lo stemma di Scorrano con la data 1749 proveniente da un altro edificio. Nel secondo ordine trova posto il quadrante dell'orologio. La struttura termina con le campane.

#### Case a corte
- Casa a corte di via Giuseppe Garibaldi - XV secolo

### Architetture militari

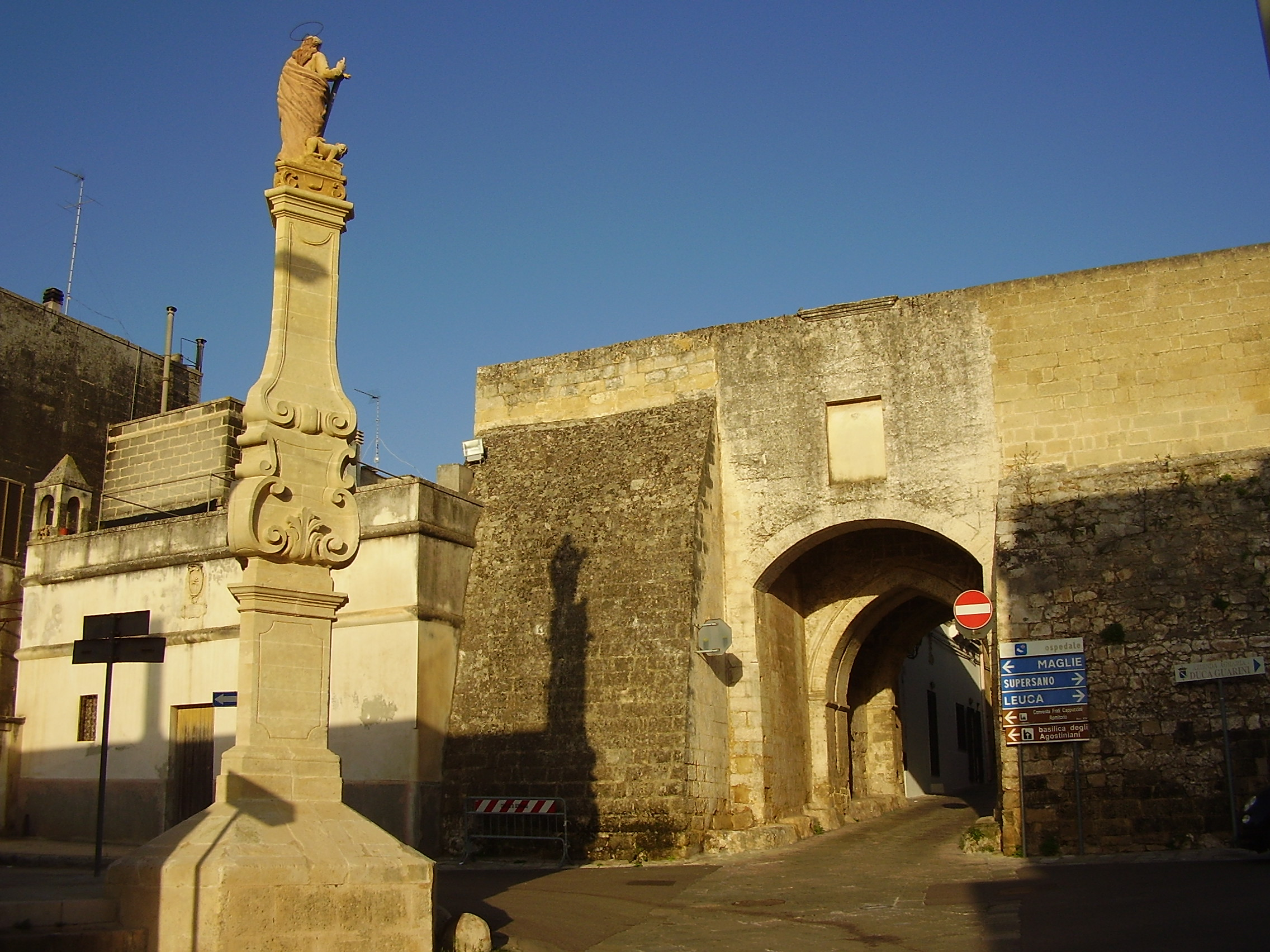
Porta Terra

#### Porta Terra
Porta Terra è l'unica testimonianza ancora esistente dell'antica cinta muraria che proteggeva la città medievale. È una porta d'ingresso al nucleo antico di Scorrano.
Detta comunemente Porta o Arco di Santa Domenica, risale al XV secolo e fu costruita su una porta o torre ancora più antica. La data 1595 incisa su un muro interno è riferibile ad interventi di rinforzo della struttura. Al centro della porta vi è un incasso con un affresco del quale si notono solo due angeli che reggono una corona; la figura centrale che riceve la corona, non è visibile. All'interno del muro di sinistra vi sono le tracce di un grande affresco, raffigurante Santa Domenica, datato 1743: si tratta di un ex voto che i cittadini Scorranesi fecero eseguire sulla porta della città per ringraziare la loro Protettrice di averli salvati dal terremoto che in quell'anno fece centinaia di vittime in tutta la Terra d'Otranto.
Nel 1838 sull'architrave dell'arco fu incassato lo stemma civico della cittadina in seguito a dei lavori di restauro.

### Siti archeologici

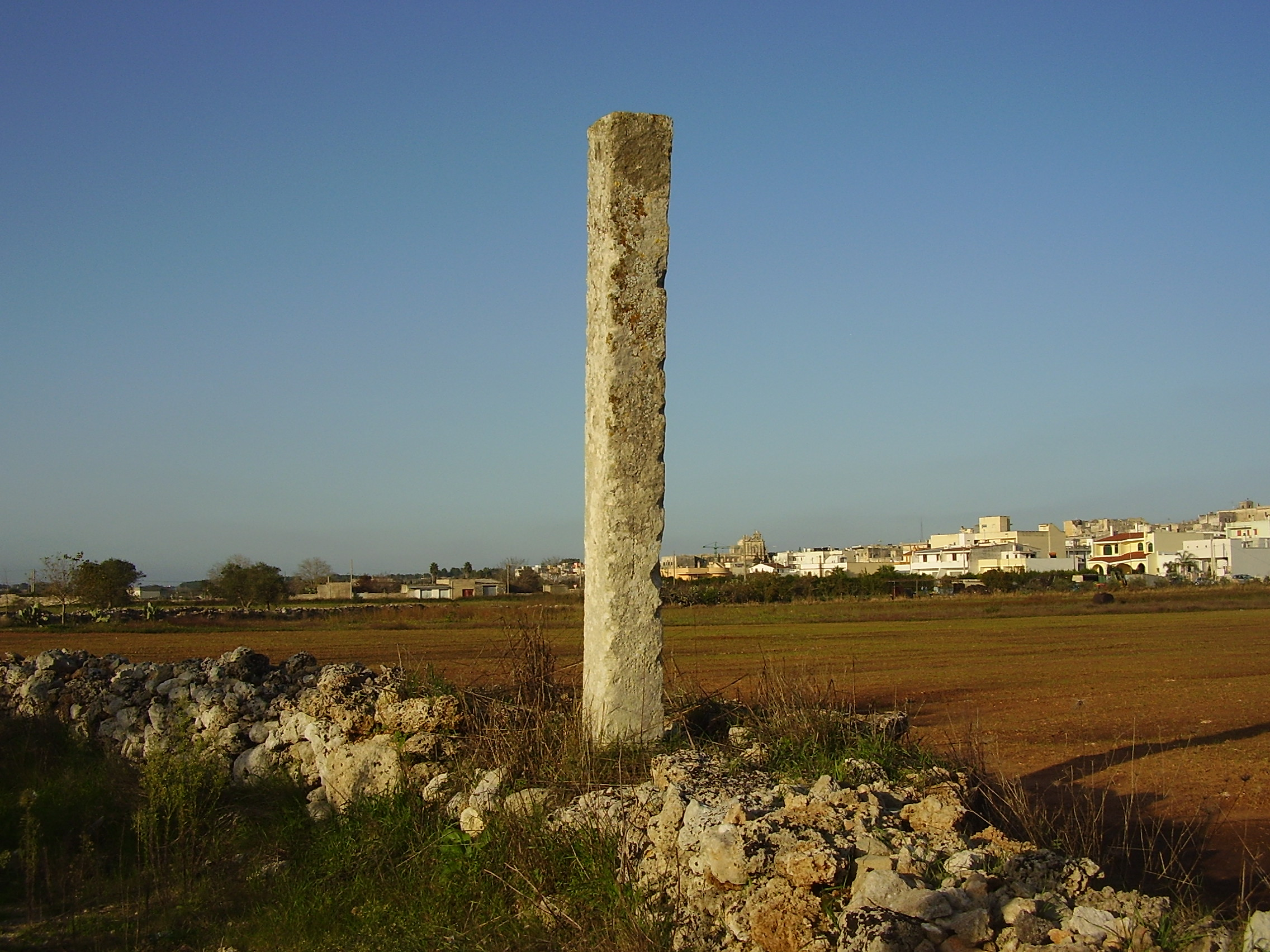
Menhir La Cupa 1

#### Menhir La Cupa 1

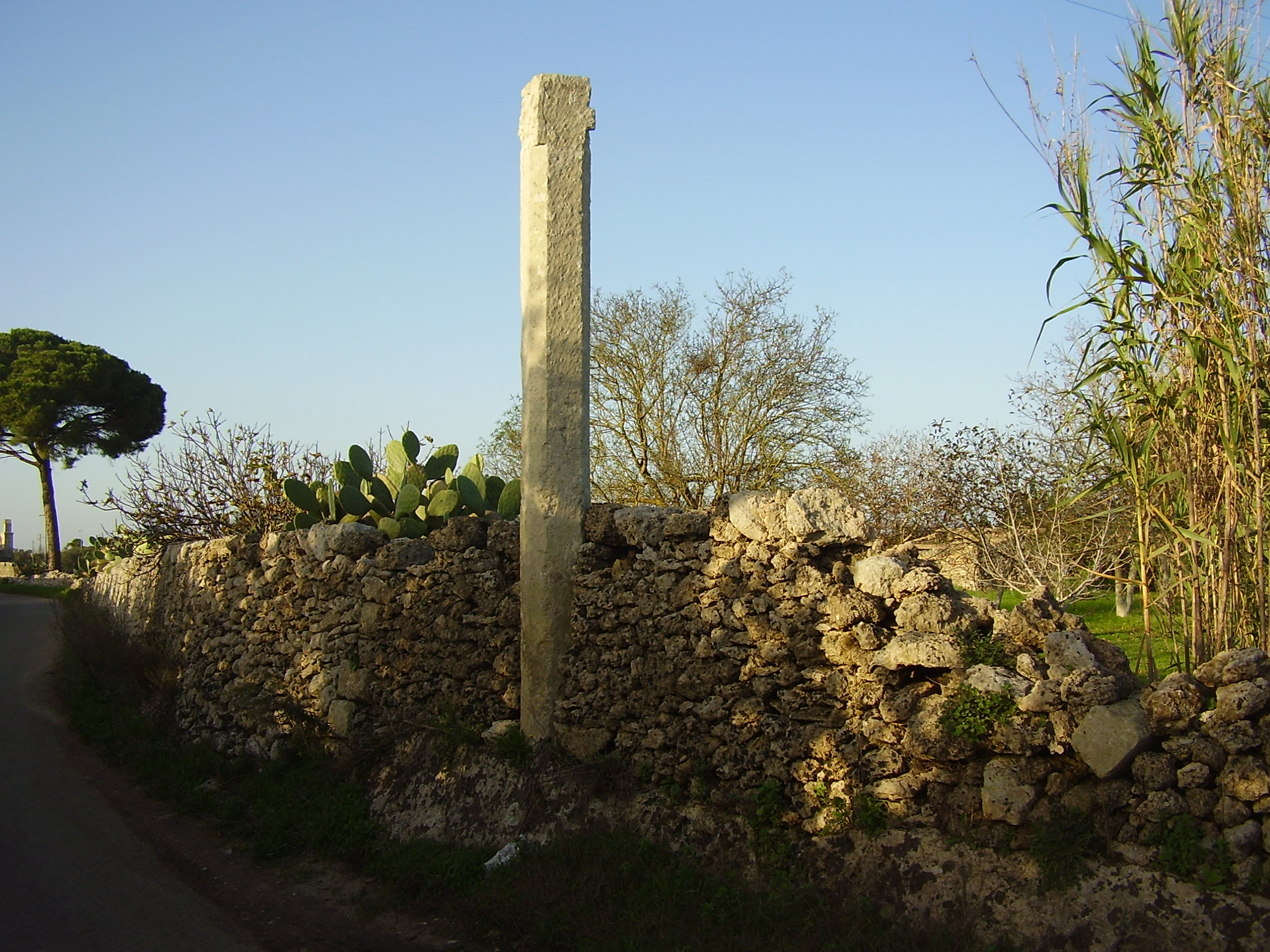
Menhir La Cupa 2

Il menhir (40 cm x 33 cm) presenta una forma di parallelepipedo regolare ed è alto 390 cm. Lo storico Palumbo ritiene sia stato spostato dal suo collocamento originario. Sulle facce sono graffite delle croci, segno della cristianizzazione del monumento. Il monolite ha una pendenza verso S e si trova nel podere Cupa, inglobato in un muretto a secco.

#### Menhir La Cupa 2
Il Palumbo descrive il monumento con spigoli smussati a sezione ottagonale; il capitello con fregio a motivi vegetali in sommità lo aveva fatto ascrivere all'epoca medievale dallo stesso Palumbo. Il menhir, alto 350 cm, presenta una base a sezione quadrata (32 x 32 cm) che si raccorda con un fusto a sezione ottagonale irregolare con lati rispettivamente di 10 e 20 cm. È inglobato in un muretto a secco e poggia su un banco tufaceo.

## Società

### Evoluzione demografica
Abitanti censiti

### Etnie e minoranze straniere
Al 31 dicembre 2017 a Scorrano risultano residenti 107 cittadini stranieri. Le nazionalità principali sono:
- Romania - 59
- Egitto - 22

### Emigrazione
L'emigrazione ha caratterizzato la storia del centro a partire dal secondo dopoguerra. I primi flussi videro partire braccianti impiegati nelle piantagioni di barbabietola da zucchero della Francia, e operai nelle miniere di carbone belghe. Successivamente il principale recettore dei migranti scorranesi divenne la Svizzera, in modo particolare Zurigo e le aree urbane di Losanna e San Gallo. Altre mete furono l'Australia, la Germania e gli Stati Uniti.
Cospicua è stata inoltre l'emigrazione verso il resto d'Italia, principalmente le regioni settentrionali e gli altri centri della penisola.

### Lingue e dialetti

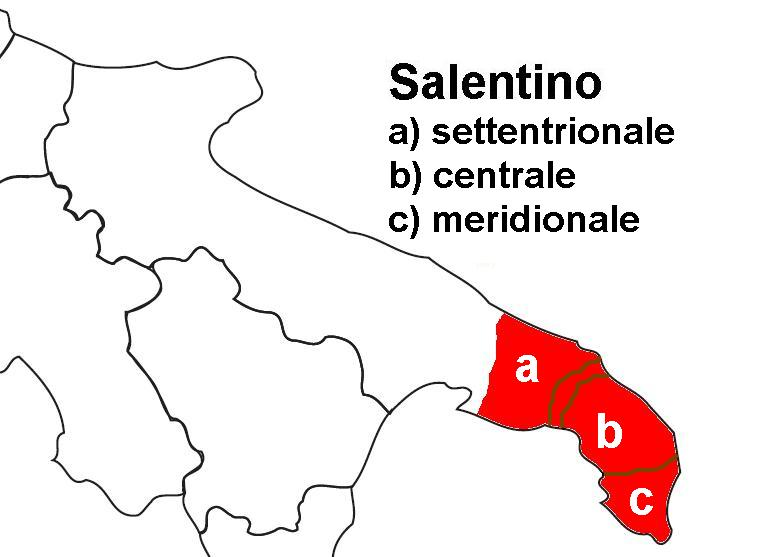
Diffusione del dialetto salentino

Il dialetto parlato a Scorrano, detto anche scorranese, è il dialetto salentino nella sua variante meridionale. Il dialetto salentino, appartenente alla famiglia delle lingue romanze e classificato nel gruppo meridionale estremo, si presenta carico di influenze riconducibili alle dominazioni e ai popoli stabilitisi in questi territori nei secoli: messapi, greci, romani, bizantini, longobardi, normanni, albanesi, francesi, spagnoli.

### Religione
La religione predominante è quella Cattolica. La locale parrocchia della Trasfigurazione di Gesù fa parte dell'arcidiocesi di Otranto. È presente una comunità di frati minori cappuccini, la quale risiede nell'omonimo convento. Vi sono numerosi gruppi di preghiera, l'azione cattolica e la gioventù francescana. La patrona, verso la quale è riservata una profonda devozione, è Santa Domenica.

## Cultura

### Eventi
Nei giorni dal 5 al 9 luglio si celebrano i festeggiamenti in onore di santa Domenica, protettrice della cittadina. La festa è caratterizzata da grandiose luminarie e da una gara pirotecnica diurna e notturna, con premi per i maestri pirotecnici.

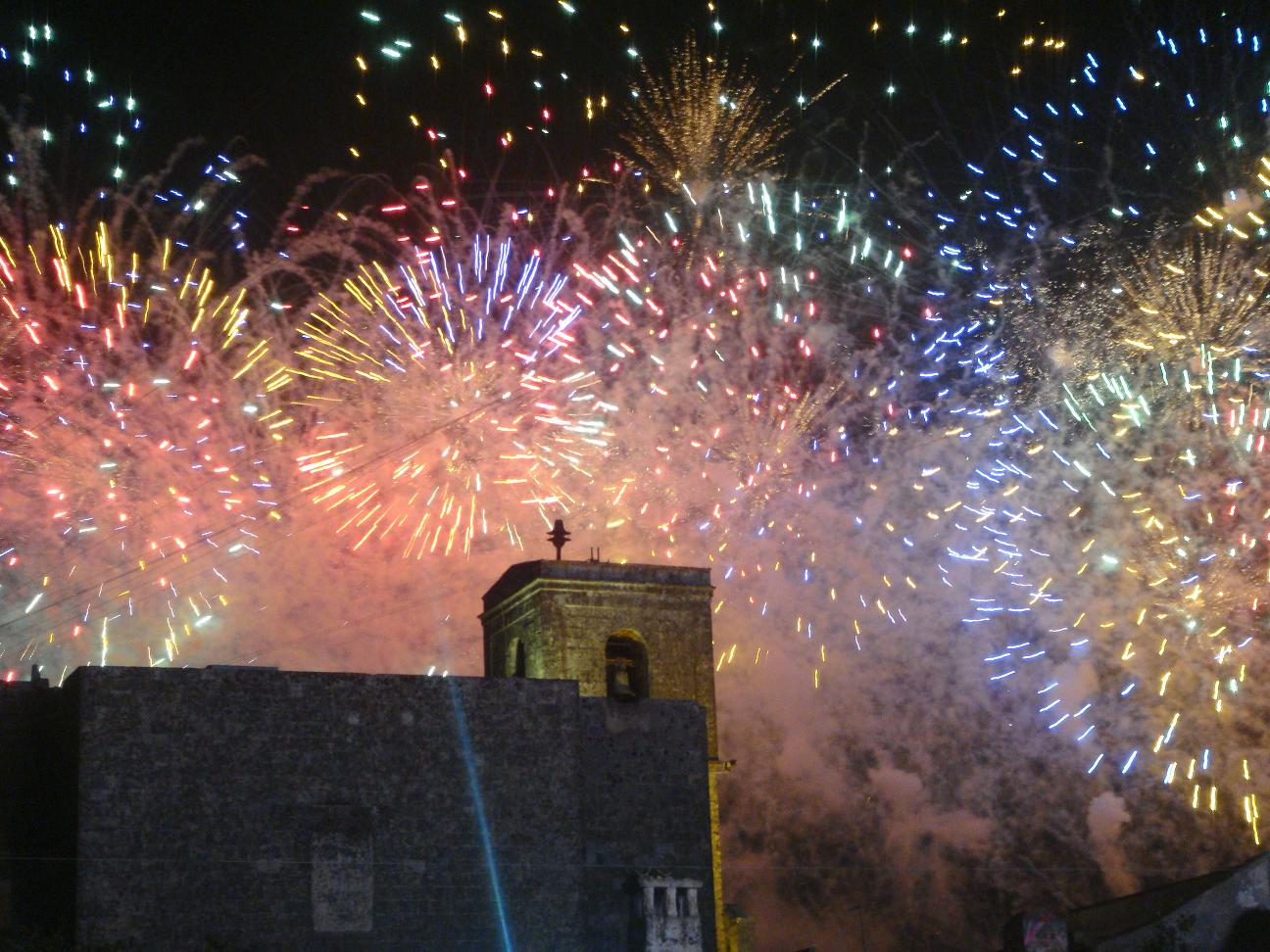
Fuochi artificiali durante la festa patronale di santa Domenica.

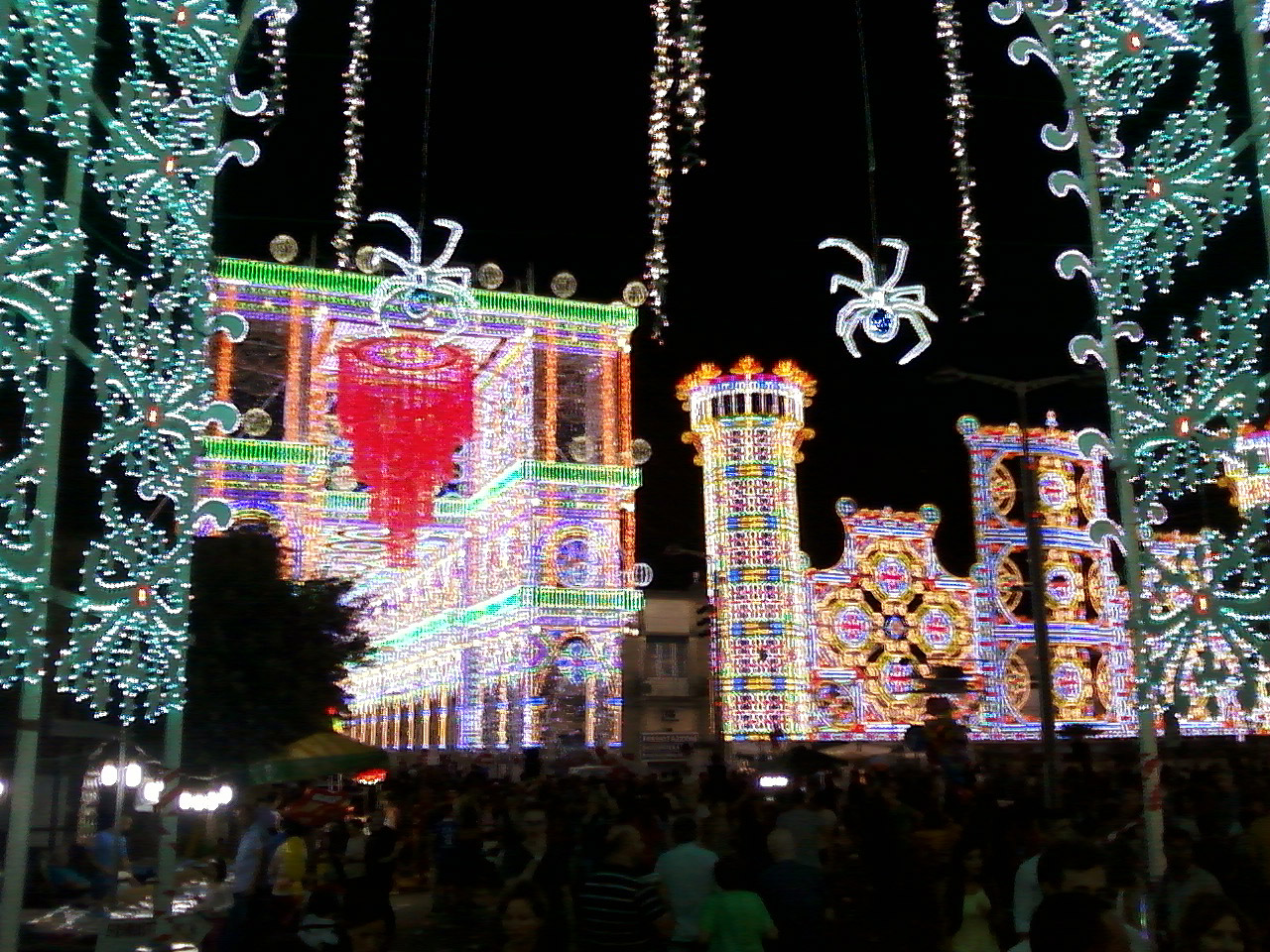
Luminarie per la festa patronale di santa Domenica.

- Fiera di San Francesco d'Assisi – 4 ottobre
- Fiera di Santa Lucia – 13 dicembre
- Festa Madonna della Luce e San Rocco – 20 e 21 agosto

### Scuole
- Scuola materna "I. Veris"
- Scuola materna "D.A Battisti"
- Scuola elementare "D.A. Battisti"
- Scuola elementare "P.De Lorentiis"
- Scuola media "Alessandro Manzoni"

### Biblioteche
- Biblioteca comunale "Domenico Antonio Battisti"
- Biblioteca Digitale "Angelo Rizzo"

## Infrastrutture e trasporti

### Strade
I collegamenti stradali principali sono rappresentati da:
- Strada statale 16 Adriatica Lecce-Maglie
- Strada statale 275 Maglie-Santa Maria di Leuca
- SS275 uscita Scorrano nord (Uscita Ospedale Ignazio Veris Delli Ponti e Zona P.I.P.)
- SS275 uscita Scorrano sud (Uscita Stadio Comunale Duca Carlo Guarini)

Il centro è anche raggiungibile dalle strade provinciali interne:
- SP64 Scorrano-Muro Leccese
- SP173 Scorrano-Supersano
- SP226 Scorrano-intersezione SP361 Maglie-Gallipoli
- SP243 Scorrano-intersezione SP362 Galatina-Supersano
- strada comunale Scorrano-Maglie.

### Ferrovie
La stazione ferroviaria più vicina è quella di Muro Leccese (4 km²) posta sulla linea Maglie - Gagliano del Capo delle Ferrovie del Sud Est.

### Ospedali
A Scorrano è sito l'Ospedale Veris Delli Ponti classificato come ospedale provinciale di II livello.

## Amministrazione
Di seguito è presentata una tabella relativa alle amministrazioni che si sono succedute in questo comune.
| Periodo          | Periodo          | Primo cittadino    | Partito                           | Carica              | Note   |
| ---------------- | ---------------- | ------------------ | --------------------------------- | ------------------- | ------ |
| 26 giugno 1985   | 9 agosto 1990    | Antonio Blandolino | Partito Socialista Italiano       | Sindaco             | [ 11 ] |
| 9 agosto 1990    | 2 luglio 1991    | Antonio Blandolino | Partito Socialista Italiano       | Sindaco             | [ 11 ] |
| 2 luglio 1991    | 8 luglio 1992    | Francesco Visconti | Partito Socialista Italiano       | Sindaco             | [ 11 ] |
| 8 luglio 1992    | 21 gennaio 1993  | Alfonso Magnatta   |                                   | Comm. straordinario | [ 11 ] |
| 21 gennaio 1993  | 5 giugno 1993    | Antonio Presicce   | Democrazia Cristiana              | Sindaco             | [ 11 ] |
| 6 agosto 1993    | 25 novembre 1993 | Adriana Giarratana |                                   | Comm. pref.         | [ 11 ] |
| 25 novembre 1993 | 17 novembre 1997 | Walter Colazzo     | Democrazia Cristiana, popolari    | Sindaco             | [ 11 ] |
| 17 novembre 1997 | 28 maggio 2002   | Walter Colazzo     | lista civica                      | Sindaco             | [ 11 ] |
| 28 maggio 2002   | 29 maggio 2007   | Mario Pendinelli   | lista civica                      | Sindaco             | [ 11 ] |
| 29 maggio 2007   | 7 maggio 2012    | Mario Pendinelli   | lista civica                      | Sindaco             | [ 11 ] |
| 7 maggio 2012    | 11 giugno 2017   | Antonio Mariano    | lista civica Insieme per crescere | Sindaco             | [ 11 ] |
| 11 giugno 2017   | 17 gennaio 2020  | Guido Stefanelli   | lista civica La svolta giusta     | Sindaco             | [ 11 ] |
| 20 gennaio 2020  | 12 giugno 2022   |                    |                                   | Comm. straordinario | [ 11 ] |
| 12 giugno 2022   | in carica        | Mario Pendinelli   | lista civica                      | Sindaco             | [ 11 ] |